# Ligne de Berlin à Görlitz
La ligne de Berlin à Görlitz est une artère ferroviaire radiale au départ de Berlin à destination de la gare de Görlitz (de) via la gare centrale de Cottbus (de). C'est une ligne de l'Allemagne orientale de 202,9 km qui traverse les Länder de Berlin, de Brandebourg et de Saxe.
La construction de la ligne a été assurée par la Compagnie du chemin de fer de Berlin à Görlitz (de) (Berlin-Görlitzer Eisenbahn-Gesellschaft). Le segment de Berlin à Cottbus est mis en service le 13 septembre 1866 et le segment de Cottbus à Görlitz et donc la ligne complète est ouverte le 31 décembre 1867. La gare de départ était à l'origine l'ancienne gare de Görlitz à Berlin.
Aujourd'hui, seule la ligne de Berlin à Cottbus est électrifiée. Les trains régionaux ou S-Bahn proviennent dorénavant de la gare de Berlin Ostkreuz. Les S-Bahns empruntent quelques kilomètres de la ligne. 
La ligne S45 (en) et la ligne S9 bifurquent à la gare de Berlin-Adlershof vers l'aéroport de Berlin-Schönefeld, la ligne S47 (en) bifurquent à la gare de Berlin-Schöneweide vers Spindlersfeld (en), la ligne S85 s'arrêtent à la gare de Berlin-Grünau, la ligne S8 s'arrête à la gare de Zeuthen et la ligne S48 (en) s'arrête à la gare de Königs Wusterhausen.
Le RegionalBahn 24 bifurque à la gare de Königs Wusterhausen vers Senftenberg. Le RegionalExpress 2 circule jusqu'à Cottbus.